# 1919 w polityce

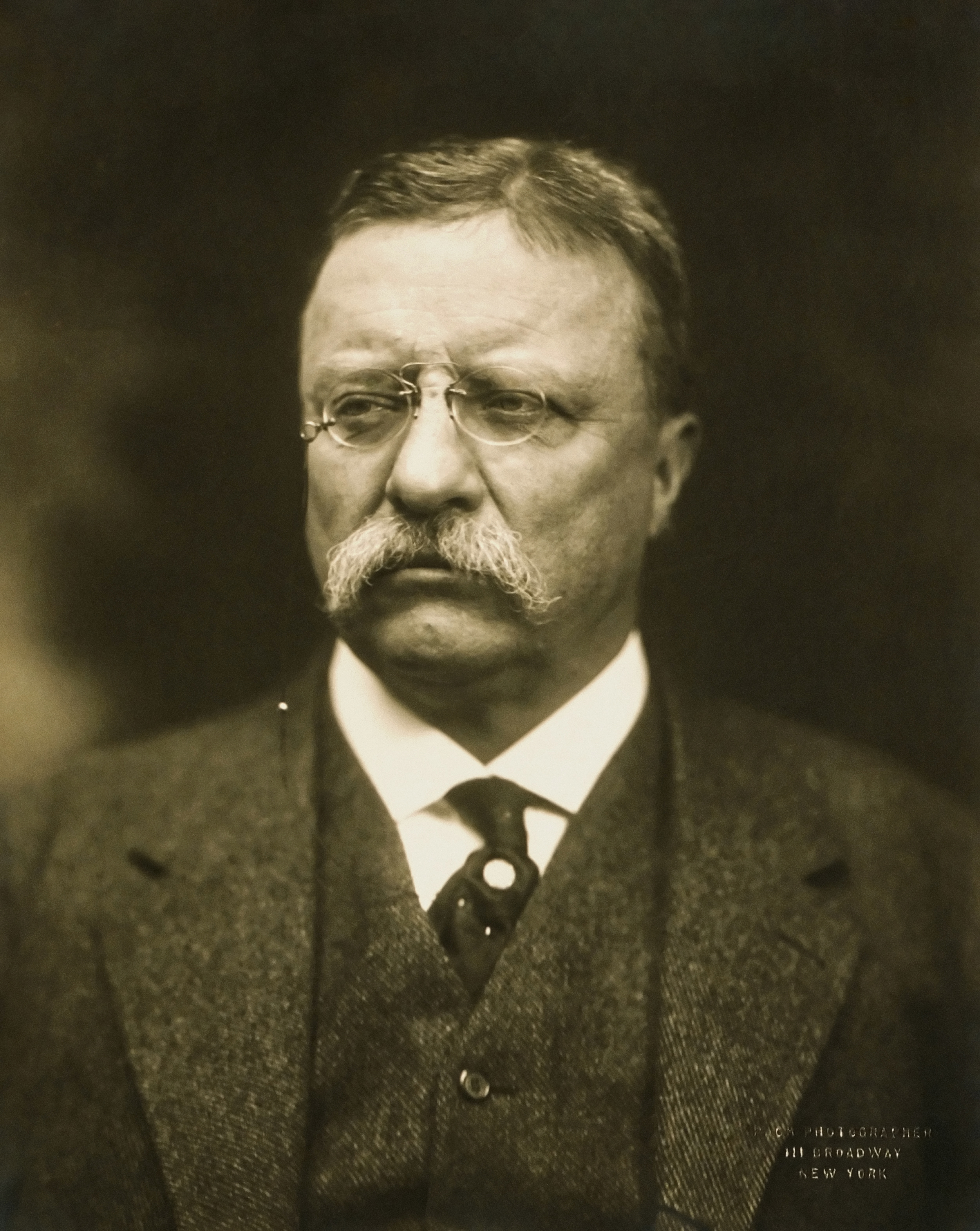
Theodore Roosevelt

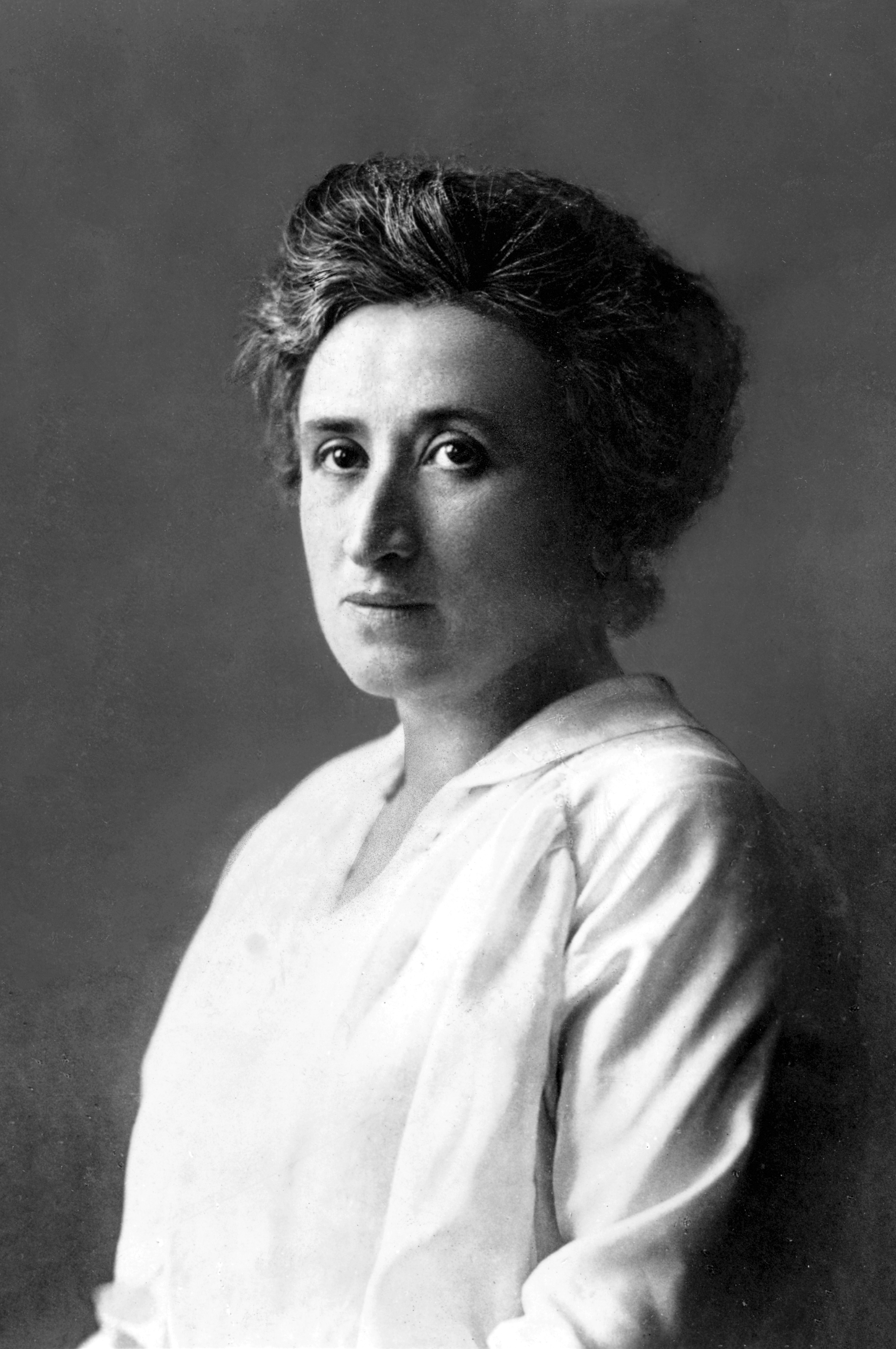
Róża Luksemburg

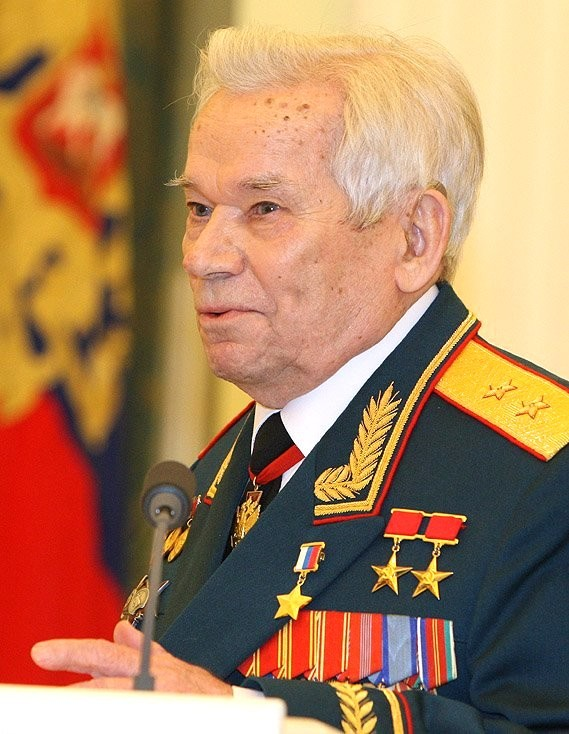
Michaił Kałasznikow

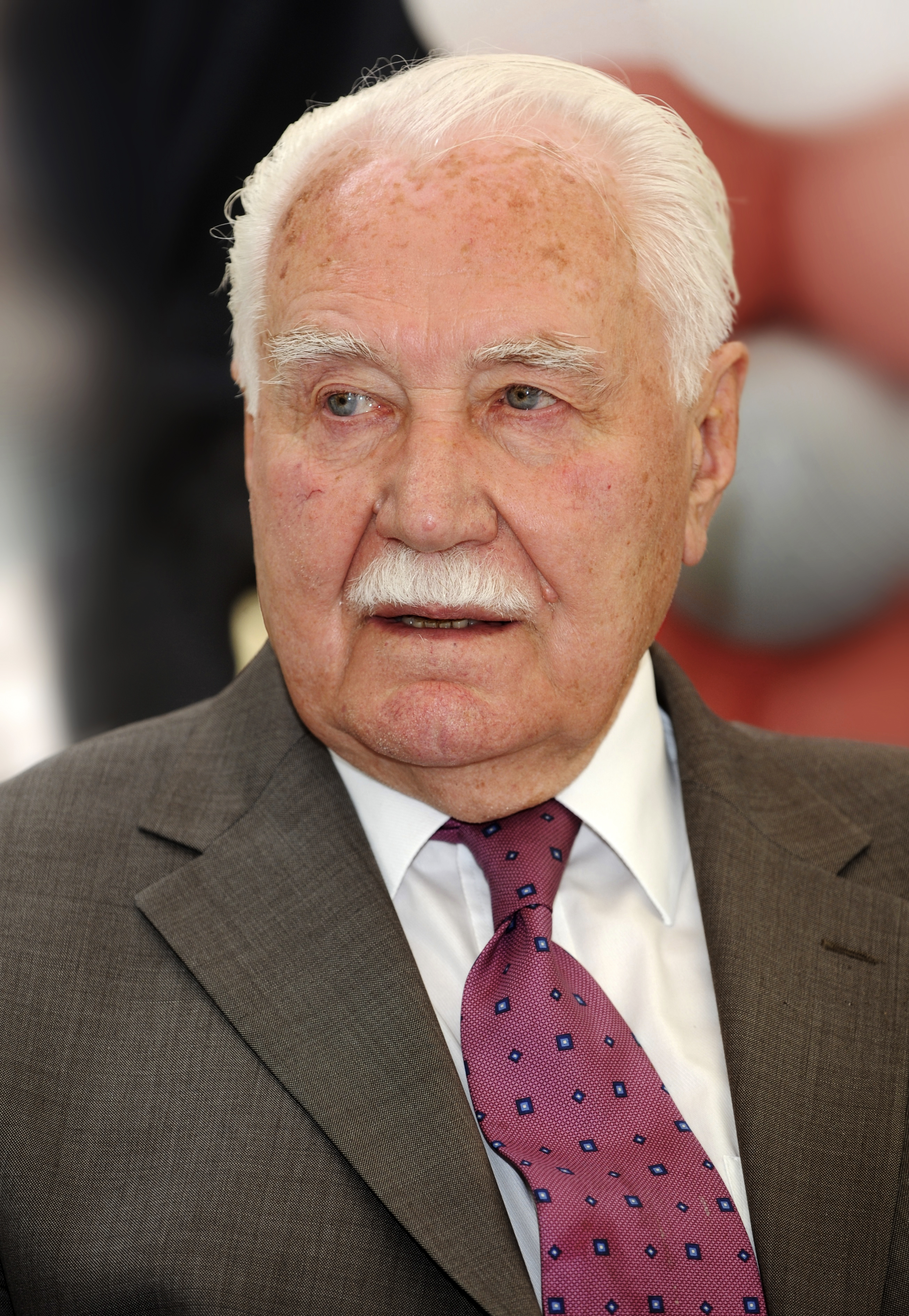
Ryszard Kaczorowski

Wydarzenia polityczne w 1919 roku.

## Styczeń
- 5 stycznia – Anton Drexler i Karl Harrer utworzyli Niemiecką Partię Robotniczą[1].
- 6 stycznia – zmarł Theodore Roosevelt, prezydent Stanów Zjednoczonych[2].
- 14 stycznia – urodził się Giulio Andreotti, włoski polityk[3].
- 15 stycznia – Róża Luksemburg została rozstrzelana[4]. Razem z nią śmierć poniósł Karl Liebknecht[5].
- 16 stycznia:
  - w Stanach Zjednoczonych uchwalono 18. poprawkę do Konstytucji wprowadzającą z dniem 17 stycznia 1920 prohibicję na terenie całego kraju[6].
  - do dymisji podał się rząd Jędrzeja Moraczewskiego; powstał rząd Ignacego Jana Paderewskiego. Paderewski objął jednocześnie funkcję premiera i ministra spraw zagranicznych[7][8].
- 18 stycznia – w Wersalu rozpoczęły się obrady przedstawicieli 32 krajów sprzymierzonych i stowarzyszonych[1].
- 25 stycznia – podczas drugiej sesji plenarnej konferencji w Wersalu zaproponowano utworzenie Ligi Narodów[1].
- 26 stycznia – odbyły się wybory do Sejmu Ustawodawczego[8].
- Na Śląsk Cieszyński wkroczyła armia czechosłowacka[8].

## Luty
- 5 lutego – urodził się Andreas Papandreu, grecki polityk, dwukrotny premier, lider socjalistów[9].
- 10 lutego – odbyło się pierwsze posiedzenie Sejmu Ustawodawczego w Warszawie, na którym przemówienie wygłosił Józef Piłsudski[1].
- 11 lutego – Friedrich Ebert został pierwszym prezydentem Niemiec[10][11].
- 13 lutego – Philipp Scheidemann został kanclerzem Niemiec[12].
- 16 lutego – pod Maniewiczami doszło do pierwszej wymiany ognia między wojskiem polskim a Armią Czerwoną w wojnie polsko-bolszewickiej[1].
- 20 lutego – Sejm uchwalił Małą Konstytucję, tymczasową ustawę zasadniczą, regulującą ustrój nowego państwa polskiego[8].

## Marzec
- 6 marca – powstała Międzynarodówka Komunistyczna[13].

## Kwiecień
- 19 kwietnia – do Wilna wkroczyły oddziały pułkownika Władysława Beliny-Prażmowskiego i generała Edwarda Rydza-Śmigłego[1].

## Maj
- 7 maja – urodziła się Maria Eva Perón, znana jako Evita, żona prezydenta Juana Peróna[14].

## Czerwiec
- 28 czerwca – w Wersalu podpisano traktat pokojowy pomiędzy państwami alianckimi a Niemcami. Na mocy dokumenty Niemcy straciły Alzację i Lotaryngię (na rzecz Francji, Wielkopolskę i Pomorze Gdańskie bez Gdańska (na rzecz Polski)[1].

## Lipiec
- 29 lipca – został podpisany Traktat wersalski, oficjalnie kończący I wojnę światową i ustalający porządek polityczny w Europie na prawie 20 lat[15].
- 31 lipca:
  - Sejm RP ratyfikował Traktat wersalski[15].
  - w Weimarze Niemieckie Zgromadzenie Narodowe uchwaliło konstytucję[1].

## Sierpień
- 11 sierpnia
  - zmarł Andrew Carnegie, amerykański przemysłowiec i filantrop[16].
  - została przyjęta nowa konstytucja niemiecka, ustanawiająca tzw. Republikę Weimarską[17].
- 17 sierpnia – wybuchło I powstanie śląskie[18].

## Wrzesień
- 10 września – w Saint-Germain-en-Laye podpisano traktat pokojowy pomiędzy zwycięskimi mocarstwami a Austrią[1].

## Październik
- 17 października – urodził się Zhao Ziyang, premier Chin[19].

## Listopad
- 10 listopada – urodził się Michaił Kałasznikow, radziecki inżynier-rusznikarz i polityk[20].
- 19 listopada – Senat Stanów Zjednoczonych odrzucił traktat wersalski[1].
- 26 listopada – urodził się Ryszard Kaczorowski, ostatni prezydent Polski na uchodźstwie[21].
- 27 listopada – w Neuilly-sur-Seine podpisano traktat pokojowy pomiędzy zwycięskimi mocarstwami a Bułgarią[1].

## Grudzień
- 10 grudnia – Pokojową Nagrodę Nobla otrzymał Woodrow Wilson[1].